# Sauvagesia imthurniana
Sauvagesia imthurniana är en tvåhjärtbladig växtart som först beskrevs av Daniel Oliver, och fick sitt nu gällande namn av John Duncan Dwyer. Sauvagesia imthurniana ingår i släktet Sauvagesia och familjen Ochnaceae. Inga underarter finns listade i Catalogue of Life.